# Daniel Nardiello
Daniel Nardiello (*Coventry, Inglaterra, 24 de octubre de 1981), futbolista galés. Juega de delantero y su actual equipo es el Bury FC de la Football League Two.

## Selección nacional
Ha sido internacional con la Selección nacional de fútbol de Gales, ha jugado 1 partido internacional.

## Clubes
| Club                     | País       | Año       |
| ------------------------ | ---------- | --------- |
| Manchester United        | Inglaterra | 2000-2005 |
| Swansea City cedido      | Gales      | 2003      |
| Manchester United        | Inglaterra | 2003      |
| Barnsley FC cedido       | Inglaterra | 2004-2005 |
| Barnsley FC              | Inglaterra | 2005-2007 |
| Queens Park Rangers      | Inglaterra | 2007-2008 |
| Barnsley FC cedido       | Inglaterra | 2008      |
| Blackpool FC             | Inglaterra | 2008-2010 |
| Hartlepool United cedido | Inglaterra | 2009      |
| Bury Fc cedido           | Inglaterra | 2009      |
| Oldham Athletic cedido   | Inglaterra | 2010      |
| Exeter City              | Inglaterra | 2010-2012 |
| Rotherham United         | Inglaterra | 2012-2014 |
| Bury FC cedido           | Inglaterra | 2013-2014 |
| Bury FC                  | Inglaterra | 2014-     |